# Арбус
А̀рбус (на италиански: Arbus и на сардински: Arbus) е град и община в Южна Италия, провинция Южна Сардиния, автономен регион и остров Сардиния. Разположено е на 311 m надморска височина. Населението на общината е 6487 души (към 2012 г.).